# Alcides Soares Maia
Alcides Soares Maia é um pintor, desenhista, escultor e professor brasileiro. Dentre suas obras e seu ofício, Soares Maia é o responsável pelos desenhos dos tapetes coloridos, produzidos com toneladas de material que cobrem as ruas do Centro Histórico para a procissão de Corpus Christi do município de Santana do Parnaíba.

## Biografia

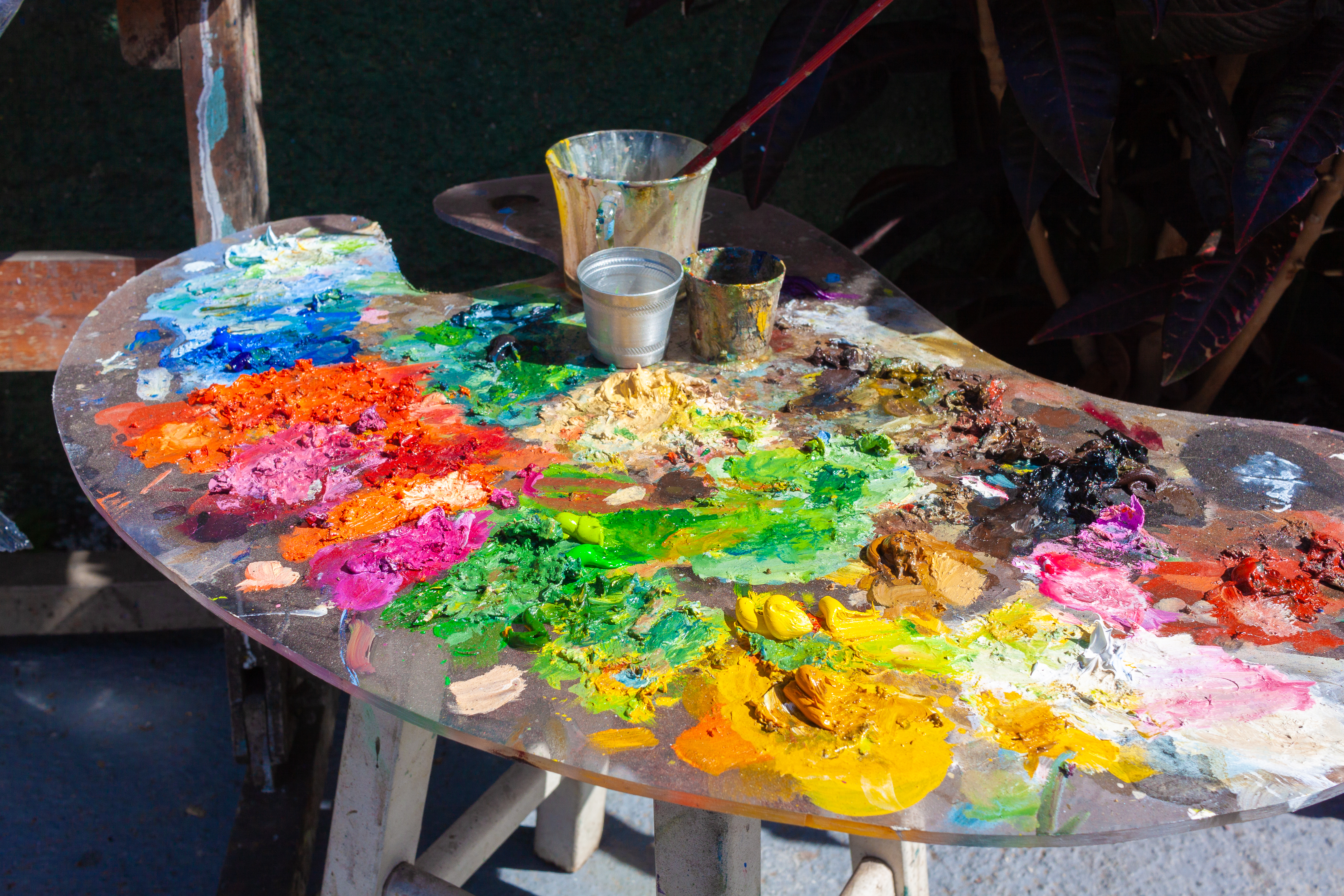
Paleta do artista

Soares Maia nasceu em Catolé do Rocha, no estado da Paraíba, mas se mudou para São Paulo no ano de 1974. Estudou na Associação Paulista de Belas Artes e frequentou o ateliê de Costa Junior, de quem se tornou discípulo.[carece de fontes?]